# Kastanies (Evros)
Kastanies  este un oraș în Grecia în Prefectura Evros.